# Ivanovets
El Ivanovets (en ruso: Ивановец), ex R-334 cuya designación oficial romanizada desde el 29 de octubre de 1998 es RFS 954 «Ivanovets», es un barco lanzamisiles del proyecto 12411 (código «Molniya-1», designación OTAN: Clase Tarantul-III) de la Flota del Mar Negro de la Armada Soviética y la Armada de Rusia.

## Diseño
- Desplazamiento: 493 toneladas.

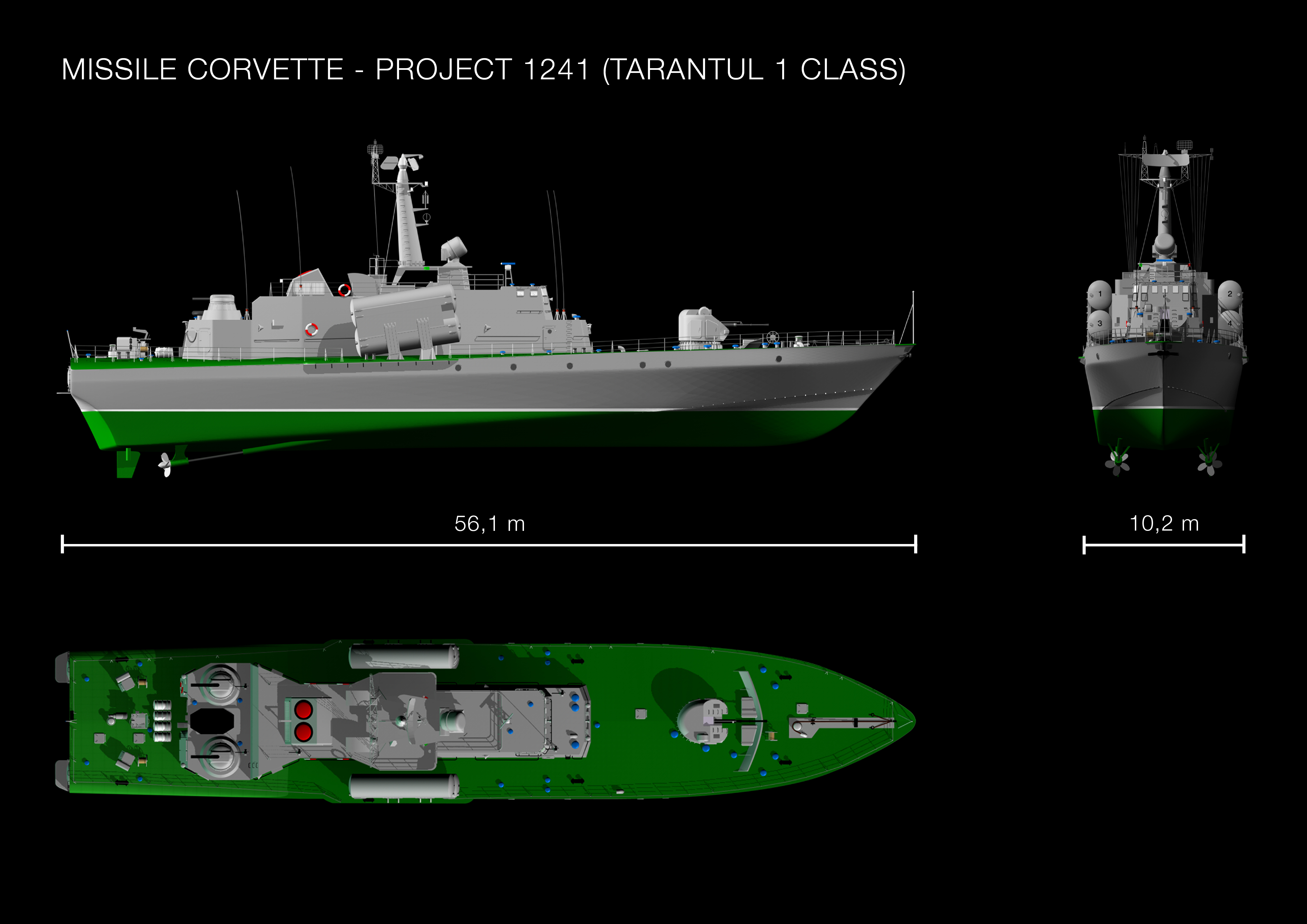

- Dimensiones: largo - 56,1 m, ancho - 10,2 m, calado - 4,36 m.
- Velocidad máxima: 42 nudos.
- Autonomía de crucero: 1600 millas a 20 nudos.
- Planta de energía: mixta, 2 turbinas principales, 8000 hp. Con. + 2 turbinas de crucero, 24.000 CV. s., 2 tornillos.
- Armamento: 2x2 lanzadores de misiles antibuque P-270 Moskit (4 misiles), 1 soporte de cañón AK-176 de 76,2 mm, 2x6 soportes de cañón de 30 mm AK-630, 1 lanzador de misil antiaéreo portátil sistema Igla.[1]

- Tripulación: 41 personas.[1]

## Construcción
El barco lanzamisiles Ivanovets fue botado en el marco del Proyecto 12411 el 4 de enero de 1988 en el astillero Sredne-Nevski. Fue lanzado al mar el 28 de julio de 1989 con el número de serie 211. Fue asignado a la 41.ª Brigada de Lanchas de Misiles del Mar Negro el 30 de diciembre de 1989 e izó el pabellón naval de la URSS.

## Servicio

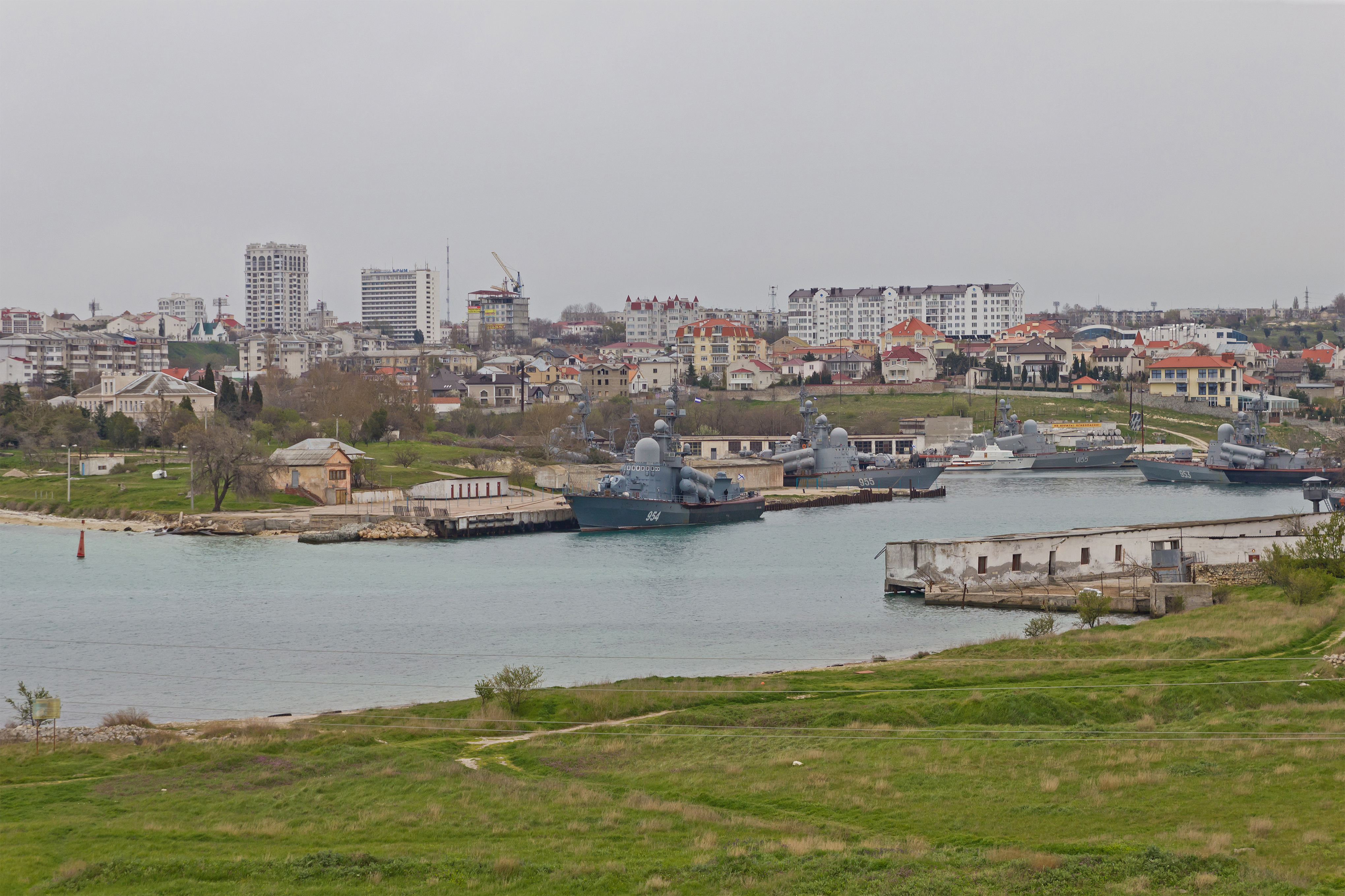
Ivanovets en el muro del muelle en su base en la bahía de Karantinnaya en 2014.

El número de gallardete del barco es el 954.
Tras la división de la Flota del Mar Negro de la URSS en 1997, el R-354 pasó a la armada de Rusia.
Formaba parte de la 295.ª división de barcos de misiles «Sulina» de la 41.ª brigada de barcos de misiles, con base en la bahía de Karantinnaya en Sebastopol.
En noviembre de 1998, se concluyó un acuerdo entre la 41.ª brigada de lanchas de misiles de la Flota del Mar Negro y la administración de la región de Ivánovo sobre relaciones de patrocinio. El 29 de octubre de 1998, el barco pasó a llamarse Ivanovets. El patrocinio de los barcos Shuya e Ivanovets y las visitas de vecinos de Ivánovo a Sebastopol se volvieron comunes.
En agosto de 2013, se estaban realizando importantes renovaciones en el muelle. En septiembre de 2013 debía formar parte de un grupo de barcos de la Armada rusa en el mar Mediterráneo, pero en cambio participó en medidas para garantizar la seguridad de los Juegos Olímpicos de Invierno de Sochi en 2014.
El barco, según el capitán de tercer rango Nikolái Shmonov, realizó un seguimiento de los barcos de la OTAN en el Mar Negro y realizó un viaje a las costas de Siria.
En 2020, llevó a cabo patrullas en la zona de las plataformas de perforación marinas ucranianas de la empresa Chernomorneftegaz incautadas por Rusia.
En 2021 participó en los ejercicios de barcos de las bases navales de Crimea y Novorosíisk.

## Naufragio
Del 31 de enero al 1 de febrero de 2024, durante la invasión rusa de Ucrania, en la rada del lago Donuzlav, el Ivanovets fue atacado por varios barcos no tripulados del tipo MAGURA V5. Recibió agujeros, incluso por la detonación de misiles antibuque, y se hundió. Podría haber más de 30 tripulantes a bordo. Rusia afirma que todos fueron evacuados; El Ministerio de Defensa ruso no hizo comentarios sobre los informes sobre el hundimiento del barco. Un vídeo tomado por uno de los drones marinos muestra el barco sumergiéndose en el agua con el morro hacia arriba. El ataque tuvo lugar a 12 kilómetros de Donuzlav y a 8 kilómetros del pueblo de Okunivka en la costa del Mar Negro.
La Dirección de Inteligencia del Estado de Ucrania estimó el coste del barco en 60-70 millones de dólares.

## Comandantes
En distintos momentos el barco lanzamisiles estuvo comandado por:
- Capitán de tercer rango Lopatko V. A.;
- Capitán de tercer rango Roman Kostirko;
- Teniente comandante Oleg Sardin;
- Capitán de tercer rango Alexey Kupriyanov;
- Teniente comandante Maxim Uliánov;
- Capitán de tercer rango Nikolái Shmonov  .